# نقاب اوتیسم
نقاب اوتیسم (به انگلیسی: Autistic masking) یا استتار اوتیسم (به انگلیسی: Autistic camouflaging)، سرکوب آگاهانه یا ناخودآگاه رفتارهای طیف اوتیسم و جبران مشکلات در رابطه اجتماعی توسط افراد اوتیستیک با هدف تلقی تنوع عصبی است. نقاب زدن یک استراتژی مقابله ای آموخته شده‌استکه می‌تواند از دیدگاه افراد اوتیستیک موفقیت‌آمیز باشد، اما همچنین می‌تواند منجر به پیامدهای نامطلوب سلامت روان شود.